# Мојсије Дечанац
Мојсије Дечанац (познат и као јерођакон Мојсије или као Мојсије Будимљанин; рођен у Будимљи код Берана) био је православни јерођакон и један од првих српских штампара. Бавио се штампањем србуља и црквених књига, а радио је у периоду од 1536—1545. године у Вуковићевој штампарији.

## Биографија
Рођен је у Будимљи код Берана почетком 16. века , а био је замонашен у манастиру Високи Дечани. У периоду од 1536—1538. године радио је као штампар у Вуковићевој штампарији у Венецији где је заједно са јеромонахом Пахомијем био главни штампар и израдио књиге 2. издање Молитвеника, Празнични Минеј, који је био најлуксузније и најобимије издање, штампано 1538. године, књигу Карло Бијелицки и многе друге. 
Године 1536. Мојсије је штампао књигу Зборник за путнике, 1537. године, а учествовао је и у штампању црквене богослужбене књиге Октоих.
Заједно са штампаром Димитријем Љубавићем одлази у Трговиште у Кнежевину Влашку, где наставља са штамањем књига у Љубовићевој штампарији, где 1545. године штампа прву књигу